# Крістіан I (граф Ольденбургу)
Крістіан I Сварливий (нім. Christian I. der Streitbare; бл. 1123 — бл. 1167) — 3-й граф Ольденбургу в 1142—1167 роках. Першим згаданий саме як ольденбурзький граф.

## Життєпис
Другий син Егільмара II, графа Вільденгаузену і Ольденбургу, та Еліки фон Верль-Рібург. Народився близько 1123 року. Вперше письмово згадується 1148 року. На той час ймовірно його батько помер. Тому поділив зі старшим братом Генріхом родинні володіння, отримавши Ольденбург.
Проводив політику розширення земель та водночас намагався позбутися залежності від герцогів Саксонії. У 1153 році в битві проти фрізів біля монастиря Йострігфельде зазнав поразки від фрізького війська. У 1154—1155 роках брав участь в італійському поході імператора Фрідріха I Гогенштауфена.
У 1164 році брав участь у поході свого сюзерена Генріха III Вельфа проти князя ободритів Вартислава, що завершився успішно. 1166 року вступив у відкриту суперечку з саксонським герцогом Генріхом III Вельфом. Спочатку намагався оволодіти Бременом, але невдало. Тому 1167 року відступив до Льденбург, де під час облоги загинув. Опікуном над його синами став генріх Вельф.

## Родина
Дружина — Кунігунда, ймовірно родичка гарфів Ферсфлет
Діти:
- Моріц (1145—1211), граф Ольденбургу
- Крістіан (д/н—1192)